# Ehrenabzeichen für Kriegsverletzte
Das Ehrenabzeichen für Kriegsverletzte war eine Auszeichnung des Königreiches Italien, welche 1935 per Dekret durch König Viktor Emanuel III. gestiftet wurde. Die Verleihung erfolgte an all jene Angehörigen der italienischen Streitkräfte, die im Verlauf ihres Dienstes verwundet oder leicht beschädigt (d. h. ohne bleibende Schäden) wurden. 
Das Ehrenabzeichen hat dabei die Form einer silberfarbenen Litze und wurde am rechten Ärmel des Waffenrocks, ähnlich dem Gefreitenwinkel der Wehrmachtsuniform getragen. Für jede Beschädigung oder Verwundung wurde eine Litze getragen.